# Trois-Fontaines-l'Abbaye

Trois-Fontaines-l'Abbaye este o comună în departamentul Marne, Franța. În 2009 avea o populație de 225 de locuitori.